# DF-31

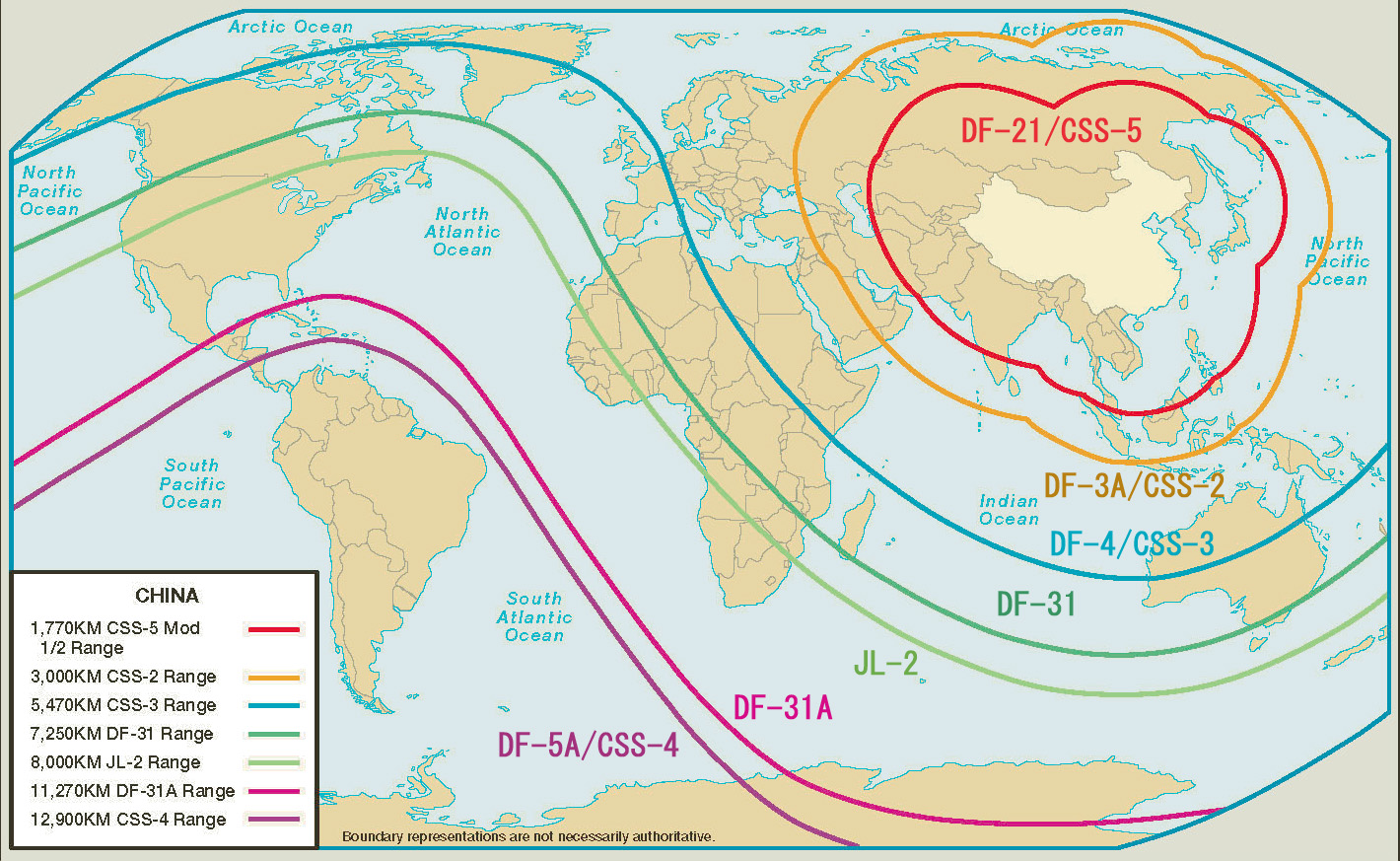

DF-31 é a designação de um modelo de míssil balístico intercontinental da China. Esse modelo, foi projetado para que conduzir apenas uma ogiva com potência de 1 megaton, ogiva essa, do tipo de penetração.

## Historia
Entrou em serviço em 2006, todos os projeteis foram aposentados em 2007, em 1999 um projétil foi exibido em publico em um dia de parada nacional, supostamente teria entrado em serviço em 2002 ou 2003, mas entrou em serviço oficialmente em 2006.

## Referencias
- Claremont Institute description
- Global Security description
- Sinodefense description
- DF-31A - CSS 9 (em checo)